# 1798
Промислова революція •  Просвітництво • Російська імперія • Французька революція

## Геополітична ситуація
Російську імперію очолює Павло I (до 1801). Україну розділено між двома державами. Королівство Галичини та Володимирії належить Австрії. Правобережжя, Лівобережжя та Крим належать Російській імперії. Задунайська Січ існує під протекторатом Османської імперії.
В Османській імперії править султан Селім III (до 1807). Під владою османів перебувають Близький Схід та Єгипет, Середземноморське узбережжя Північної Африки, частина Закавказзя, значні території в Європі: Греція, Болгарія і Сербія. Васалами османів є Волощина та Молдова.
Священна Римська імперія охоплює, крім німецьких земель, Угорщину з Хорватією, Трансильванію, Богемію, Північну Італію. Імперію очолює Франц II (до 1835). Король Пруссії — Фрідріх-Вільгельм III (до 1840).
У Французькій республіці триває період Директорії. Франція має колонії в Північній Америці та Індії. Король Іспанії — Карл IV (до 1808). Королівству Іспанія належать південь Італії, Нова Іспанія, Нова Гранада, Віцекоролівство Перу, Внутрішні провінції та Віцекоролівство Ріо-де-ла-Плата в Америці, Філіппіни. У Португалії королює Марія I (до 1816). Португалія має володіння в Бразилії, в Африці, в Індії, в Індійському океані й Індонезії. На троні Великої Британії сидить Георг III (до 1820). Британія має колонії в Північній Америці, на Карибах та в Індії.
Сполучені Штати Америки займають територію частини колишніх британських колоній. На посаді президента США перебуває Джон Адамс. Територія на півночі північноамериканського континенту належить Великій Британії, вона розділена на Нижню Канаду та Верхню Канаду, територія на півдні та заході континенту належить Іспанії й Франції.
У нижніх землях встановилася Батавська республіка. Вона має колонії в Америці, Індонезії та на Формозі. Король Данії та Норвегії — Кристіан VII (до 1808), на шведському троні сидить Густав IV Адольф (до 1837). На Апеннінському півострові утворено маріонеткові Лігурійську та Цизальпійську республіки та інші, що перебувають під протекторатом Франції.
В Ірані при владі Каджари. Імперія Маратха контролює значну частину Індостану. Зростає могутність Британської Ост-Індійської компанії. У Бірмі править династія Конбаун. У Китаї володарює Династія Цін. У Японії триває період Едо.

## Події

### В Україні
- Видано перші три частини «Енеїди» Котляревського.

### У світі
- 10 лютого французький генерал Луї-Александр Бертьє полонив і усунув від влади Папу римського.
- У березні почалося повстання в Ірландії.
- 5 березня французькі війська увійшли в Берн.
- 7 березня французи захопили Папську державу і встановили на її місці Римську республіку.
- 12 квітня проголошено Гельветійську республіку, яка прийшла на заміну Старій швейцарській конфедерації.
- 26 квітня Франція анексувала Женеву.
- 12 червня французи захопили Мальту.
- 1 липня почалася Єгипетська кампанія Наполеона.
- 7 липня почалася Квазі-війна між США та Францією.
- 12 липня армія Наполеона перемогла мамелюків у битві біля Шубрахіта.
- 21 липня французи завдали поразки силам Отоманської імперії в битві біля пірамід.
- 24 липня Наполеон увійшов у Каїр.
- 1 серпня британський флот завдав поразки французькому в Абукірській битві.
- 10 серпня проголошено П'ємонтську республіку.
- 12 жовтня британці завадили висадці французького десанту в Ірландії, чим закінчилося ірландське повстання.
- 12 жовтня спалахнуло селянське повстання в окупованих Францією Південних Нідерландах. Воно продовжувалося до 5 грудня.
- 22 жовтня французький гарнізон здав Гайдарабад британцям з Ост-Індської компанії.
- 4 листопада почалася облога російсько-турецькими військами острова Корфу, окупованого французами.

### Наука
- Засновано журнал Philosophical Magazine.
- Луї Ніколя Воклен отримав у вільному стані хром та виявив у мінералі берилі оксид раніше невідомого металу — берилію.
- Мартін Клапрот виступив з повідомленням перед Берлінською академією про відкриття ним в трансильванському «білому золоті» особливого металу, який отримано «від матері землі» і названий тому телуром (Tellur) від слова лат. tellus Земля (планета).
- Генрі Кавендіш експериментально визначив сили взаємного притягання масивних тіл і обчислив середню густину Землі.
- Томас Мальтус опублікував «Дослід щодо закону народонаселення».
- Алоїс Зенефельдер розробив метод літографії.
- Медаль Коплі отримали Джордж Шакберг-Евелін та Чарлз Гатчетт — за доповіді, надруковані в «Philosophical Transactions of the Royal Society»

### Культура
- Семюел Тейлор Колрідж та Вільям Вордсворт опублікували анонімно «Ліричні балади».
- Засновано Національну бібліотеку Батавської республіки.
- Побачило світ п'яте видання «Словника Французької академії».
- Франсиско Гойя написав картину «Шабаш».

### Засновані
- Гельветійська республіка
- Республіка Коннахт
- Римська республіка (Наполеонівська)
- Тибрська республіка
- Французька окупація Мальти
- Територія Міссісіпі

### Зникли
- Анконітанська республіка
- Республіка Коннахт
- Тибрська республіка

## Народились
див. також Категорія:Народились 1798
- 26 квітня — Ежен Делакруа, французький художник, один з найвизначніших представників французького романтизму
- 24 грудня — Адам Міцкевич, видатний польський поет.
- 12 жовтня — Педро I Бразильський, імператор Бразилії та король Португалії (як Педро IV).

## Померли
див. також Категорія:Померли 1798
- 12 лютого — Петербурзі у віці 66 років помер Станіслав II Август (Понятовський), останній король Речі Посполитої (1764—1795 рр.)